# Berit Berthelsen
Pour les articles homonymes, voir Berthelsen.
Berit Berthelsen (née le 25 avril 1944 et morte le 13 février 2022) est une athlète norvégienne spécialiste du saut en longueur.

## Carrière
Berit Berthelsen a remporté le concours du saut en longueur lors des Jeux européens en salle à deux reprises, en 1967 et 1968.
Elle a également obtenu une médaille de bronze aux Championnats d'Europe d'athlétisme 1969, derrière la Polonaise Mirosława Sarna et la Roumaine Viorica Viscopoleanu.

### Palmarès
| Date | Compétition             | Lieu    | Résultat | Performance      |           |
| ---- | ----------------------- | ------- | -------- | ---------------- | --------- |
| 1964 | Jeux olympiques         | Tokyo   | 9e       | Saut en longueur | 6,19 m    |
| 1967 | Jeux européens en salle | Prague  | 1re      | Saut en longueur | 6,51 m    |
| 1968 | Jeux européens en salle | Madrid  | 1re      | Saut en longueur | 6,43 m    |
| 1968 | Jeux olympiques         | Mexico  | 7e       | Saut en longueur | 6,40 m    |
| 1968 | Jeux olympiques         | Mexico  | 18e      | Pentathlon       | 4 634 pts |
| 1969 | Championnats d'Europe   | Athènes | 3e       | Saut en longueur | 6,44 m    |

### Records
| Épreuve          | Performance | Lieu | Date |
| ---------------- | ----------- | ---- | ---- |
| Saut en longueur | 6,56 m      | —    | 1968 |
| Pentathlon       | 4 733 pts   | —    | 1968 |